# Tabebuja savez
Tabebuja savez (Tabebuia Alliance), rodovi u porodici katalpovki, na popisu ih je 8 (2024.)

## Opis
Savez Tabebuja nekoć se smatrao rodom iz porodice Bignoniaceae, koji se javlja u Srednjoj i Južnoj Americi. Ove biljke pokazuju visok stupanj fenotipske varijacije unutar i među vrstama, što je dovelo do dvosmislenih taksonomskih granica i zamršene nomenklaturne povijesti. Gentry je 1972. podijelio savez u 10 agregacija unutar Tecomeae Novoga svijeta, a Grose je dalje razdvojio te agregacije u tri klade koristeći molekularnu filogenetsku analizu. Na temelju najnovijih taksonomskih revizija, savez Tabebuia privremeno (siječanj 2023) uključuje 99 vrsta i tri roda, uključujući 30 vrsta Handroanthus, 67 vrsta Tabebuia i dvije vrste Roseodendron.
Vrste u savezu Tabebuia, koje se također smatraju ipe drvećem, poznate su po svojoj visokoj gustoći, lijepom uzorku i vatrootpornoj srži. Najprepoznatljivije vrste su visoka stabla s velikim, kitnjastim cvatovima koji cvjetaju nakon opadanja lišća. Vrste u savezu postale su popularne kao ukrasne biljke tijekom prošlog stoljeća; rasprostranjeni su u tropskim i suptropskim zemljama zbog svojih raskošnih cvjetova, čime su izazvali značajan komercijalni interes i promicali programe uzgoja.
Vrste Tabebuia uvedene su u Kinu prije više od 40 godina, a hortikulturne tvrtke i poduzetnici brzo su razvili nove sorte za ukrasnu upotrebu. U južnoj Kini prodaju se brojni kultivari; ovi se kultivari razlikuju u pogledu cvatova, otpornosti, boje cvijeta i morfologije. Međutim, podrijetlo i taksonomska pozadina komercijalnih kultivara su nejasni, što je stvorilo zabunu među potrošačima i dovelo do komercijalnih sporova. Identifikacija na temelju fenotipskih svojstava može biti teška u savezu Tabebuia i vjerojatno je nepraktična za kultivare. Trenutačno se za te kultivare koristi više od 20 nestandardnih naziva vrsta, dok stvarna pozadina kultivara ostaje nejasna i nedostaju pouzdane metode identifikacije.

## Rodovi
1. Tribus "Tabebuia savez" osim Crescentieae
  1. Sparattosperma Mart. ex Meisn. (2 spp.)
  2. Godmania Hemsl. (2 spp.)
  3. Zeyheria Mart. (2 spp.)
  4. Cybistax Mart. ex Meisn. (1 sp.)
  5. Tabebuia Gomes (74 spp.)
  6. Ekmanianthe Urb. (2 spp.)
  7. Roseodendron Miranda (2 spp.)
  8. Handroanthus Mattos (36 spp.)